# HD 69830
HD69830 is een ster met spectraalklasse G7.5V in het sterrenbeeld Achtersteven (Puppis). De afstand van de ster is 41,0 lichtjaar en de schijnbare magnitude 6,0.
In mei 2006 werden drie planeten bij de ster ontdekt. Dit was de eerste maal dat meerdere planeten bij één ster werden gemeld, waarbij geen gasreus werd gevonden. Het gaat om drie planeten met ongeveer 10, 12 en 18 maal de massa van de Aarde. Deze planeten hebben omloopstijden van respectievelijk 8,67, 31,56 en 201 dagen.
In april 2005 is met de Spitzer-ruimtetelescoop rond de ster een vermoedelijke puinring ontdekt. Omdat de ster ongeveer even oud is en dezelfde lichtkracht heeft als onze Zon, is zij een zeer interessant object om te bestuderen. Een analyse van het infraroodspectrum van de puinring vertoont grote overeenkomsten met het spectrum van de komeet Hale-Bopp.
Puinschijven bevatten de bouwstenen van terrestrische (steenachtige) planeten. Men vermoedt dat een nog niet waargenomen planeet verhindert, dat zich uit deze puinring een andere planeet vormt. Een verschil met het Zonnestelsel is dat de afstand van puinring tot de ster kleiner is dan de afstand tussen de planetoïdengordel (tussen de banen van Mars en Jupiter) en de Zon. De ring rond HD69830 ligt op dezelfde afstand als die van Venus tot de Zon. Een ander verschil is de dichtheid van de puinring, die zo'n 25 keer dichter is dan de planetoïdengordel in het Zonnestelsel.

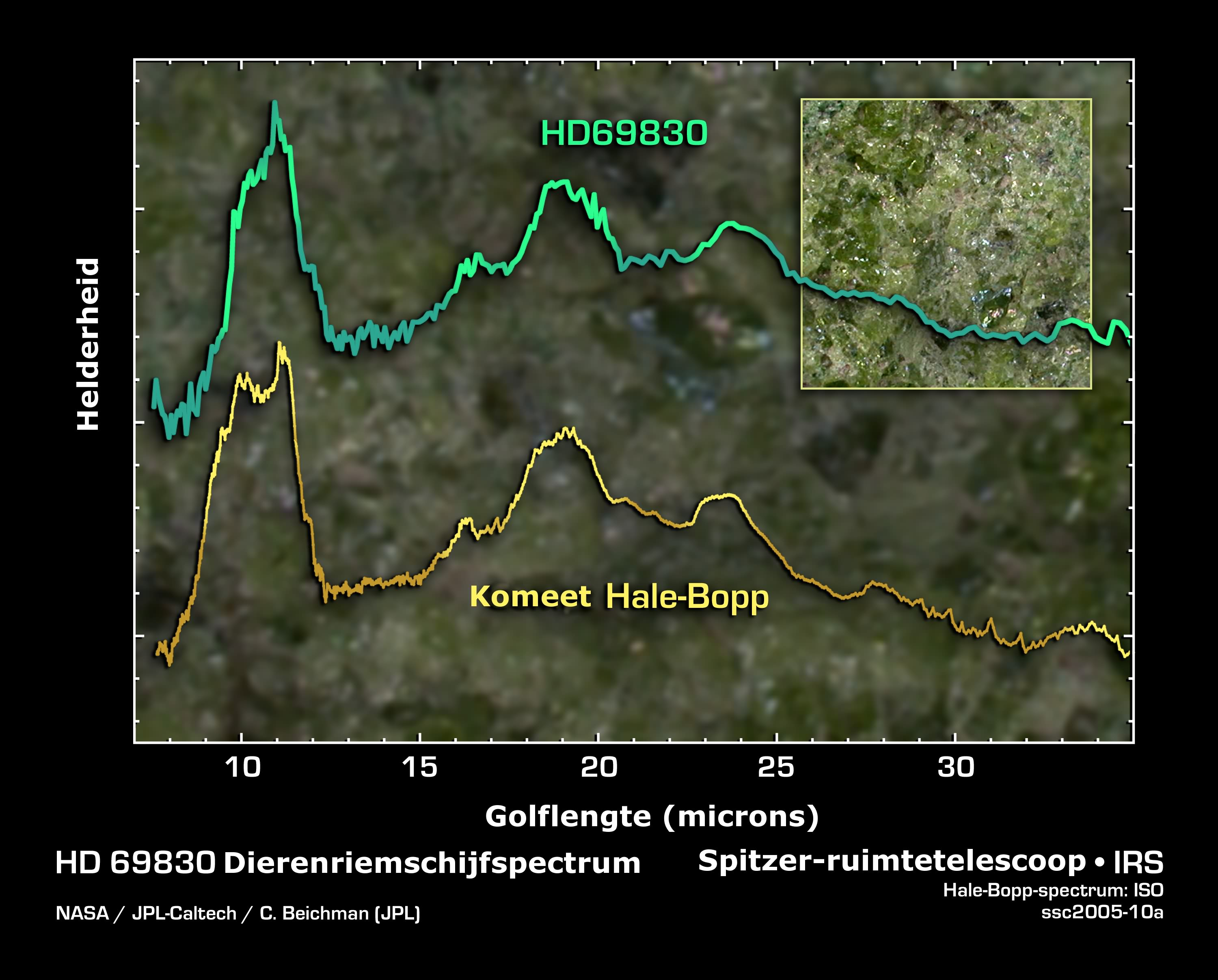
Infraroodspectrum van de planetoïdengordel vergeleken met dat van de komeet Hale-Bopp